# 篠原淳史
篠原 淳史（しのはら あつし、1959年1月31日 - ）は、日本の実業家。ジュピターショップチャンネル社長を経て、タイ住友商事社長、新居浜市地方創生推進アドバイザー、買えるAbemaTV社顧問。

## 人物・経歴
愛媛県新居浜市出身。愛媛県立新居浜西高等学校を経て、1981年一橋大学法学部卒業、住友商事入社。一貫して事業投資、小売り関連事業に携わり、2004年にはダイレクトマーケティング部長に就任。2005年ファッションアパレル事業部長。
2007年からジュピターショップチャンネル代表取締役社長を務め、楽天等他社とのコラボ番組の展開などを進め、事業拡大による19期連続の増収増益を実現した。2017年住友商事常務執行役員、タイ住友商事社長、買えるAbemaTV社顧問。2018年新居浜市地方創生推進アドバイザー。

## テレビ出演
- 日経スペシャル カンブリア宮殿 消費者熱狂第3弾　巨大！テレビ通販市場大公開（2009年10月5日、テレビ東京）[9]